# 212215 Mallorykinczyk
212215 Mallorykinczyk este o planetă minoră (asteroid) din centura de asteroizi. A fost descoperită pe 10 aprilie 2005 la Observatorul Național Kitt Peak de Marc Buie⁠(d). 
Obiectul prezintă o orbită caracterizată de o semiaxă mare de 2,5910553605285 UAi, o excentricitate de 0,044148544031256, o înclinație de 1,8349577077174 ° în raport cu ecliptica.